# Governatorato di Irbid
Il governatorato di Irbid è uno dei dodici governatorati della Giordania. Il capoluogo è la città di Irbid.